# Les Bienfaits de monsieur Ganure
Pour plus de détails, voir Fiche technique et Distribution.
Les Bienfaits de monsieur Ganure est un moyen métrage français réalisé par André Hugon, sorti en 1948. 

## Fiche technique
- Titre original : Les Bienfaits de monsieur Ganure
- Réalisation : André Hugon
- Scénario : André Hugon
- Photographie : Roger Arrignon et André Germain
- Montage : Gabriel Rongier
- Musique : Henri Forterre
- Société de production : Films André Hugon
- Pays d'origine : France
- Format : Noir et blanc
- Genre : court métrage
- Durée : 33 minutes
- Date de sortie : 1948

## Distribution
- André Carnège
- Jacqueline Dor
- Léon Belières
- Jean Lara
- René Génin